# Eljas Erkko
Juho Eljas Erkko, född 1 juni 1895 i Helsingfors, död 20 februari 1965, var en finländsk tidningsman, diplomat och politiker.
Han var från 1919 i utrikesministeriets tjänst och efterträdde fadern Eero Erkko som chefredaktör för Helsingin Sanomat, en befattning han behöll med vissa avbrott fram till 1938. Mellan 1933 och 1936 var han riksdagsman för framstegspartiet, minister utan portfölj 1932, biträdande inrikesminister 1932-33 och utrikesminister i regeringen Cajander 1938-1939. 
Erkko fortsatte förhandlingarna om revision av 1921 års Ålandskonvention med Sverige i egenskap av utrikesminister. Han ansågs ha burit huvudansvaret för Finlands avvisande hållning till de ryska kraven som ledde till vinterkriget. Efter regeringens avgång i samband med krigsutbrottet blev han chargé d'affaires i Stockholm, fram till 1940.
Kommendör med stora korset av Kungl. Nordstjärneorden 1939.
Eljas Erkko var far till Aatos Erkko.